# Sâniacob (okręg Bistrița-Năsăud)
Sâniacob – wieś w Rumunii, w okręgu Bistrița-Năsăud, w gminie Lechința. W 2011 roku liczyła 245 mieszkańców.